# جيم غيليت
جيم غيليت (بالإنجليزية: Jim Gillette)‏ هو مغني أمريكي، ولد في 10 نوفمبر 1958 في لوس أنجلوس في الولايات المتحدة.

## وصلات خارجية
- الموقع الرسمي
- جيم غيليت على موقع IMDb (الإنجليزية)
- جيم غيليت على موقع ميوزك برينز (الإنجليزية)
- جيم غيليت على موقع ديسكوغز (الإنجليزية)